# Pygarctia matudai
Pygarctia matudai är en fjärilsart som beskrevs av Beutelspacher 1978. Pygarctia matudai ingår i släktet Pygarctia och familjen björnspinnare. Inga underarter finns listade.